# 자일대우 FX
자일대우 FX(Zyle Daewoo FX)는 2007년 10월에 등장한 자일대우버스의 고급 대형버스 차종이다.

## 개요
대우 BH 시리즈의 후속이자 자일대우 BX의 하급모델로 1985년 이후 22년 만에 풀 모델 체인지로 출시하였다. 대한민국에서 제작된 버스로는 3번째로 독자 개발되었으며, 대한민국에서 최초로 차체 일체형 스포일러를 적용하였으며, 하부 바디 패널에 FRP 수지를 사용하였으며,모든 모델에 원 유닛형 루프온 에어컨이 기본 장착된다. 그리고 BH 시리즈와 달리 루프 안테나가 적용되었다.2010년 9월부터 일부 결함과 사양을 개선한 FXⅡ시리즈가 출시되어 판매중이며, 2013년부터 후진 경고음이 추가되었다. 2016년 8월에 차량명칭과 실내일부가 바뀌었으며,FXII에서 FX로 환원되고 스탠더드 데크 모델에만 스포일러 디자인이 변경되었으며, 2017년부터 긴급제동 시스템인 AEBS가 추가되었다. 2020년부터 뒷면이 DAEWOO 엠블럼에서 ZYLE DAEWOO 엠블럼으로 변경되었다가 그해 6월부터 코로나19 장기화에 따른 수요 감소와 실적 악화의 문제로 자일대우버스 울산공장 생산라인 가동이 중단되어 생산을 중단하였고, 지금 현재 베트남에서 생산하여 국토교통부 인증 통과하게 되면 들어오게 될 예정이며, 그리고 비상구가 추가된다. 2024년에 단종 되었다.

## 세부 정보

### FX115 크루저

#### FX115 크루저
11.6m급  스탠더드 데크 모델로, 리프 서스펜션(판스프링)을 사용한다. BH115E 로얄 이코노미(BH시리즈 제2세대 모델)의 후속으로서, 폴딩 도어가 기본 사양이며, 스윙 도어는 옵션으로 선택할 수 있다. 유로4 DL08K (340마력) 엔진을 사용한다. 주로 장의버스 업체나 관광.통근.통학버스업체에서 출고하였고, 노선버스 업체에서는 이 차량을 출고한 회사가 한군데도 없었다.

#### FX Ⅱ 115 크루저
11.6m급  스탠더드 데크 모델로, 리프 서스펜션(판스프링)을 사용한다. 기존 FX 115의 심한 결함과 잔고장을 개선하여 출시하였고 운전석 등의 결함을 정비하여 재출시하였다. 전작과 마찬가지로 폴딩 도어가 기본 사양이며 스윙 도어는 옵션으로 선택 가능하다. 2013년 12월에 선보인 2014년식부터 폴딩도어 테두리 색상이 베이지색에서 은회색으로 변경되었다. 그리고 2015년에 유로6로 넘어오면서 수요 저조로 단종 되었다. 해당된 차종을 운영했었던 노선버스 업체는 세종고속이 유일했다.

#### FX116 크루징 애로우

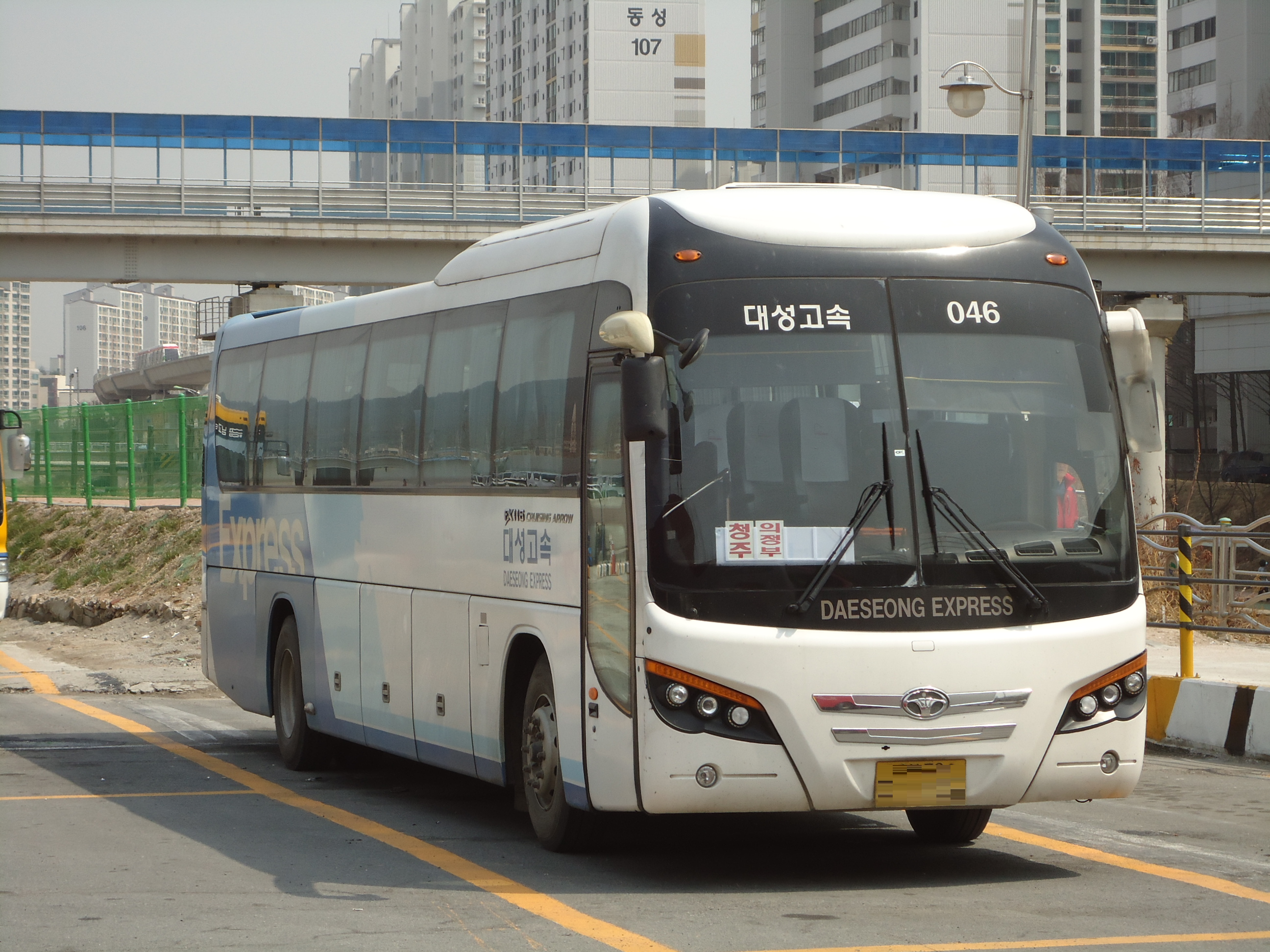
FX116 크루징애로우

11.6m급 스탠더드 데크 모델로, 에어 서스펜션을 사용한다. 시내형(전중문형)과 시외형 모델로 나뉘며 BH116 로얄 럭셔리(BH시리즈 제2세대 모델)의 후속으로 유로4 DL08K (340마력) 및 옵션으로 유로5 DV11K (400마력) 엔진을 사용한다.  보통 시내형은 폴딩 도어가 기본 사양이며, 스윙 도어는 선택할 수 없다. 시외형은 스윙 도어가 기본 사양이다. 폴딩 도어는 옵션으로 선택 가능하다. 2009년 4월, 고급 좌석 모델이 출시되었다.
아래는 과거에 FX116 Cruising Arrow 모델을 보유했던 노선버스 업체의 목록이다.
- 경기고속
- 경기버스
- 경기여객
- 대원고속
- 대원버스
- 대원운수
- 동성교통
- 광우고속
- 태화상운
- 코리아와이드대성[8]
- 금강고속
- 일광여객[9]
- 푸른교통
- 중부고속[10]
- 강남고속
- 산천어운수
- 화영운수
- 부일여객
- 부산여객
- 삼신교통
- 안전여객
- 코리아와이드 경북[11]
- 경원여객
- 선진고속
- 세종고속
- 동원여객[12]
- 해동여객[13]

#### FX Ⅱ 116 크루징 애로우

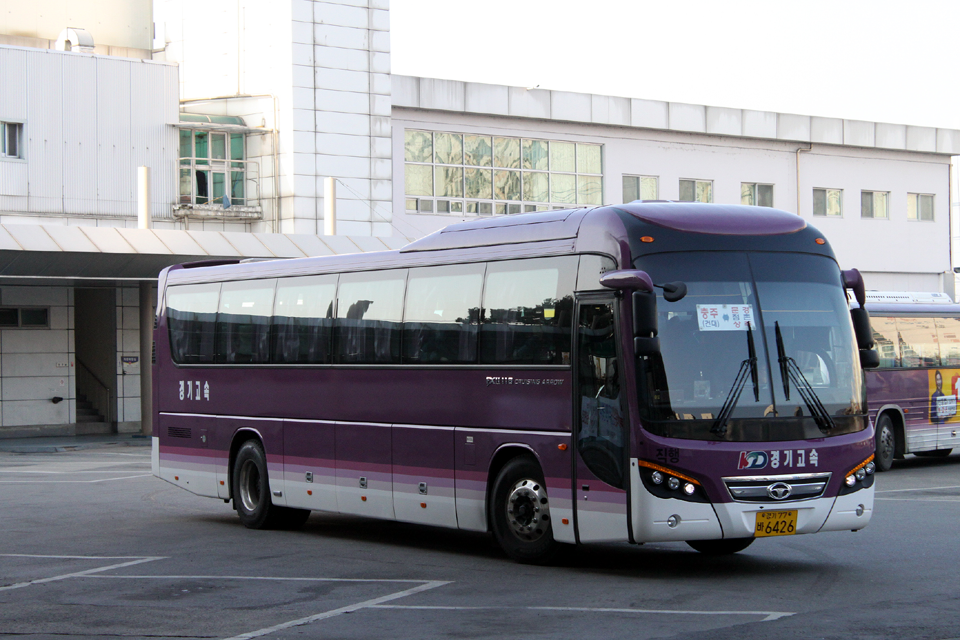
FXⅡ116 크루징애로우 시외직행

11.6m급 스탠더드 데크 모델로, 에어 서스펜션을 사용한다. 기존 FX116 크루징애로우에 시트 디자인 변경과 운전석자리를 늘렸으며, 외관상의 변화는 FXⅡ116의 엠블럼으로 바뀐거 외에는 없다. 또한 2010년 5월은 공개 입찰을 통하여 대한석유협회와 한국기계연구원이 공동 개발한 디젤 하이브리드 버스의 제작 사업권자로 대우버스가 낙찰되면서 디젤 하이브리드 버스의 베이스 모델로 채택되어 2011년 6월부터 과천, 부산, 대구, 2012 여수엑스포 조직위원회 등 4개 도시에서 시범 운행을 시작하고 있다. 그중 2012년 세계 박람회 조직위원회에서 운행하였던 차량은 세종시 세종교통에 매각했다. 2013년 11월에 선보인 2014년식부터 폴딩도어 테두리 색상이 베이지색에서 회색으로 변경되었으며, 2014년 11월에 선보인 2015년형부터 유로6 엔진 적용 및 사이드 마커램프가 적용되고, 외관과 내관이 약간 변경되었으며, 고급 좌석 45인승 모델이 추가 되었다. 2015년부터는 두산인프라코어가 유로6 엔진개발을 중지함에 따라 유로 6 규정에 적합한 커민스 ISL엔진을 사용한다. 그리고 스커트 패널에 마커등이 추가된데 이어, 같은해 11월에 선보인 2016년식부터 대시보드에 오디오는 USB 단자가 추가되었다.
아래는 FX Ⅱ 116 크루징 애로우 모델을 현재 운영중인 업체 목록이다.
- 태영버스
- 태영공항리무진
- 경기고속
- 경기버스
- 경기상운
- 경기여객
- 경기운수
- 대원고속
- 대원버스
- 대원운수
- 화성여객
- 평안운수
- 코리아와이드대성
- 부산여객
- 인천교통공사
- 대한고속
- 해운대고속
- 삼흥고속

아래는 FXⅡ116 크루징 애로우 모델을 과거에 운영했던 노선버스 업체 목록이다.
- 새천년미소
- 푸른교통
- (주)세원
- 태화상운
- 진명여객
- 대중교통
- 경원여객
- 성남시내버스
- 신일여객
- 성원여객
- 세종교통
- 삼신교통
- 선진여객
- 선진고속
- 서령버스
- 동원여객
- 제주여객
- 남성버스
- 부일여객
- 화영운수

#### FXⅡ116S
외관상으로는 엠블럼 이외에는 FXⅡ116 크루징 애로우와 같은 차종이다. 대우버스 카달로그 에도 등장하지 않는 차종이어서 많은 사람들이 잘 모르고 있는 차종 중 하나다. 정식 명칭은 FXⅡ116 Special이다. FXⅡ116S는 FXⅡ116 크루징 애로우의 여러 옵션들을 뺀 차량으로, FXⅡ116 크루징 애로우보다 약 1,000만원 정도 저렴하다. 그러나 이 차종은 카달로그에도 없는 유명하지 않은 차량이어서, 현재 이 차종을 투입한 회사는 거의 없어 노선버스 업체로는 태영공항리무진이 유일하게 출고 했다. 2015년은 스커트 판넬에 마커등이 추가된데 이어, 같은해 11월에 선보인 2016년식부터 대시보드에 오디오는 USB 단자가 추가되었다. 2016년 6월은 단종되었다.

#### FX116 하모니
11.6m급 스탠더드 데크 모델로, 에어 서스펜션을 사용한다. FXⅡ에서 다시 FX 로 회귀 했으며 스포일러가 분리형으로 바뀌었다. 2016년 6월부터 시판되었다.
아래는 FX116 하모니 모델을 현재 운영중인 노선버스 업체의 목록이다.
- 태영고속
- 제주여객
- 경원여객
- 경기상운
- 경기여객
- 경기버스
- 경기운수
- 대원버스
- 대원운수
- 대원고속
- 경기고속
- 진명여객
- 화성여객
- 평안운수
- 명진여객
- 성남시내버스
- 태영공항리무진
- 부산여객
- 동진여객
- 화영운수
- 인천교통공사
- 삼흥고속

아래는 FX116 하모니 모델을 과거에 운영했던 노선버스 업체 목록이다.
- 선진고속
- 서령버스
- 인천공항운영서비스

#### FX120 크루징 스타

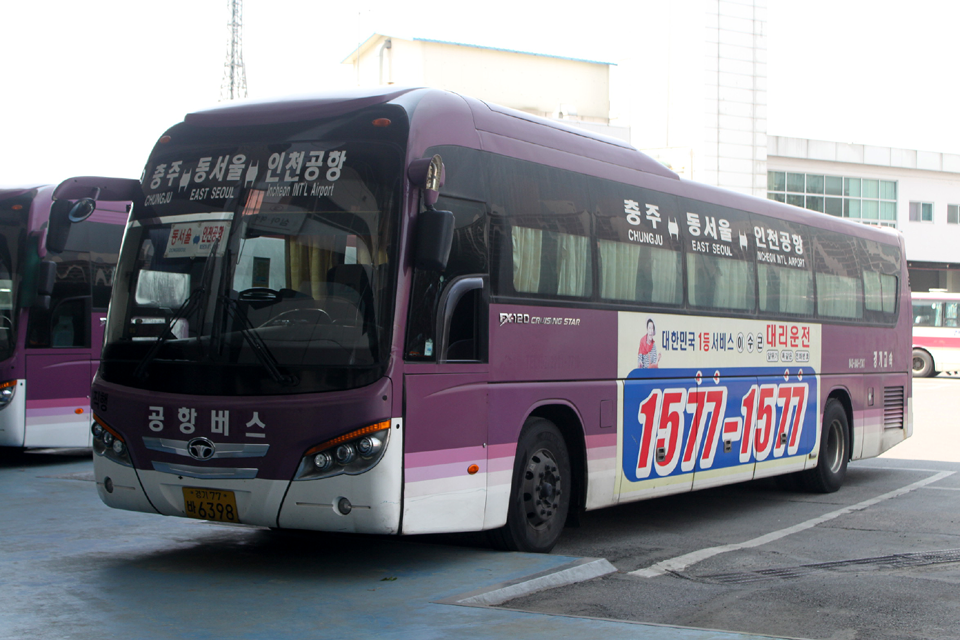
FX120 크루징스타

12m급 스탠더드 데크 모델이다. BH119 로얄 스페셜의 후속 모델로유로4 DV11K (400마력, 430마력) 엔진을 사용한다.
아래는 과거에 FX120 크루징 스타 모델을 운영했었던 노선버스 업체의 목록이다.
- 경기고속
- 대원고속
- 삼흥고속
- 강원여객·강원흥업
- 광우고속
- 코리아와이드진안 (2009년 9월 우등형 2대 출고. 이후 일반 차량 출고)
- 거창고속
- 경전고속
- 경일교통
- 전북고속
- 전주고속
- 코리아와이드 경북
- 선진고속
- 코리아와이드대성

#### FX Ⅱ 120 크루징 스타

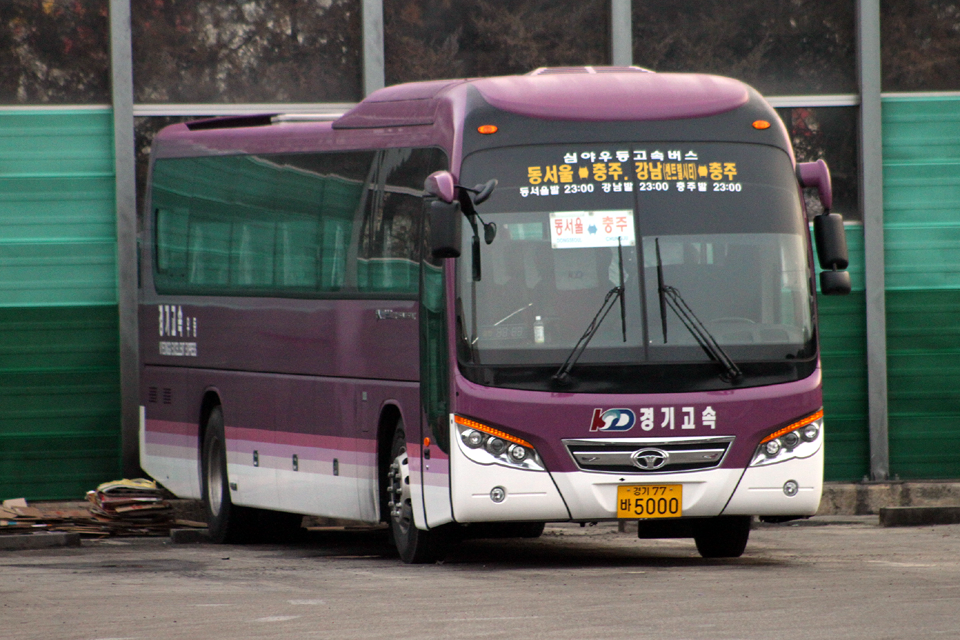
FXⅡ120 크루징스타

12m급 스탠더드 데크 모델이다. 유로5 DV11K(400마력, 430마력) 엔진을 사용을 했었고, 2012년 1월 대전엑스포고속관광에서 CNG GL11K(340마력) 모델이 출시되었다.
2015년부터는 두산인프라코어가 유로6 엔진개발을 중지함에 따라 유로 6 규정에 적합한 커민스 ISL엔진을 사용한다. 그리고 스커트 패널에 마커등이 추가된데 이어, 같은해 11월에 선보인 2016년식부터 대시보드에 오디오는 USB 단자가 추가되었다.
아래는 FX Ⅱ 120 크루징 스타 모델을 현재 운영중인 노선버스 업체의 목록이다.
- 코리아와이드진안
- 코리아와이드대성
- 경기고속
- 대원고속
- 대원관광
- 삼흥고속
- 강원여객·강원흥업
- 코리아와이드 경북
- 동해상사고속

아래는 FXⅡ120 크루징스타 모델을 과거에 운영했었던 노선버스 업체의 목록이다.
- 선진고속
- 경일교통
- 동양고속
- 금호고속

#### FX Ⅱ 120S

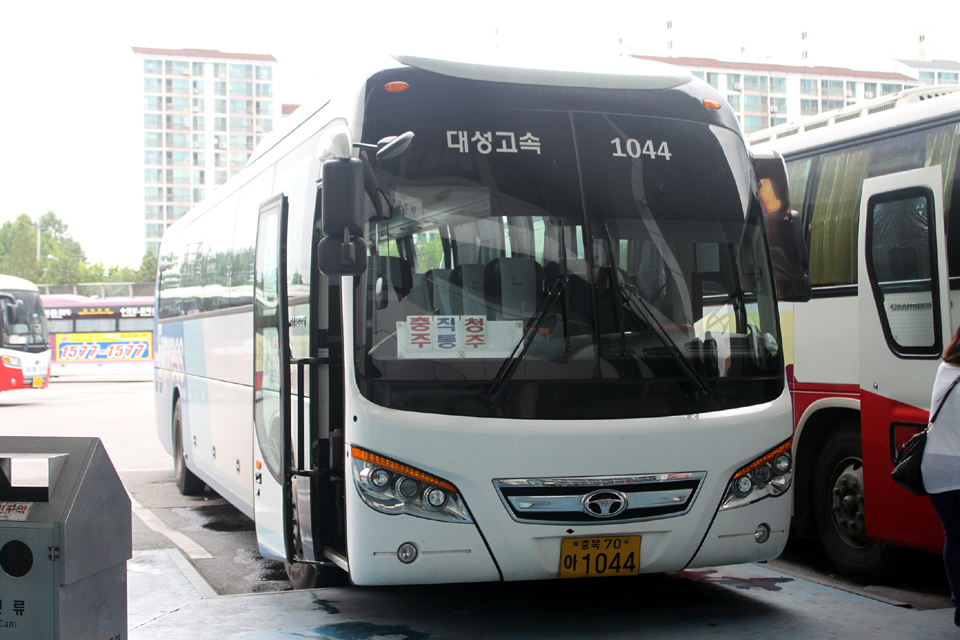
FX II 120S

외관상으로는 엠블럼 이외엔 FXⅡ120 크루징스타와 같은 차종이다.
대우버스 카달로그에는 크루징 스페셜이라는 명칭으로 등장한 차종이다. FXⅡ116 크루징 애로우를 출고하기엔 차량의 전장이 짧고, FXⅡ120 크루징 스타를 출고하기에는 가격이 부담될 수 있어서 FXⅡ120S이란 모델이 나왔다고 한다.
FXⅡ120S는 FXⅡ120 크루징 스타의 여러 옵션들을 뺀 차량으로, FXⅡ120 크루징 스타보다 약 1,000만원 정도 싸다.
2015년 11월부터는 대시보드에 오디오가 변경된 2016년형이 선보였다가 2016년 6월은 단종되었다.
아래는 FXⅡ120S 모델을 현재 운영중인 노선버스 업체의 목록이다.
- 동해상사고속
- 코리아와이드대성
- 삼영교통
- 거제현대고속[20]

#### FX120 에이스

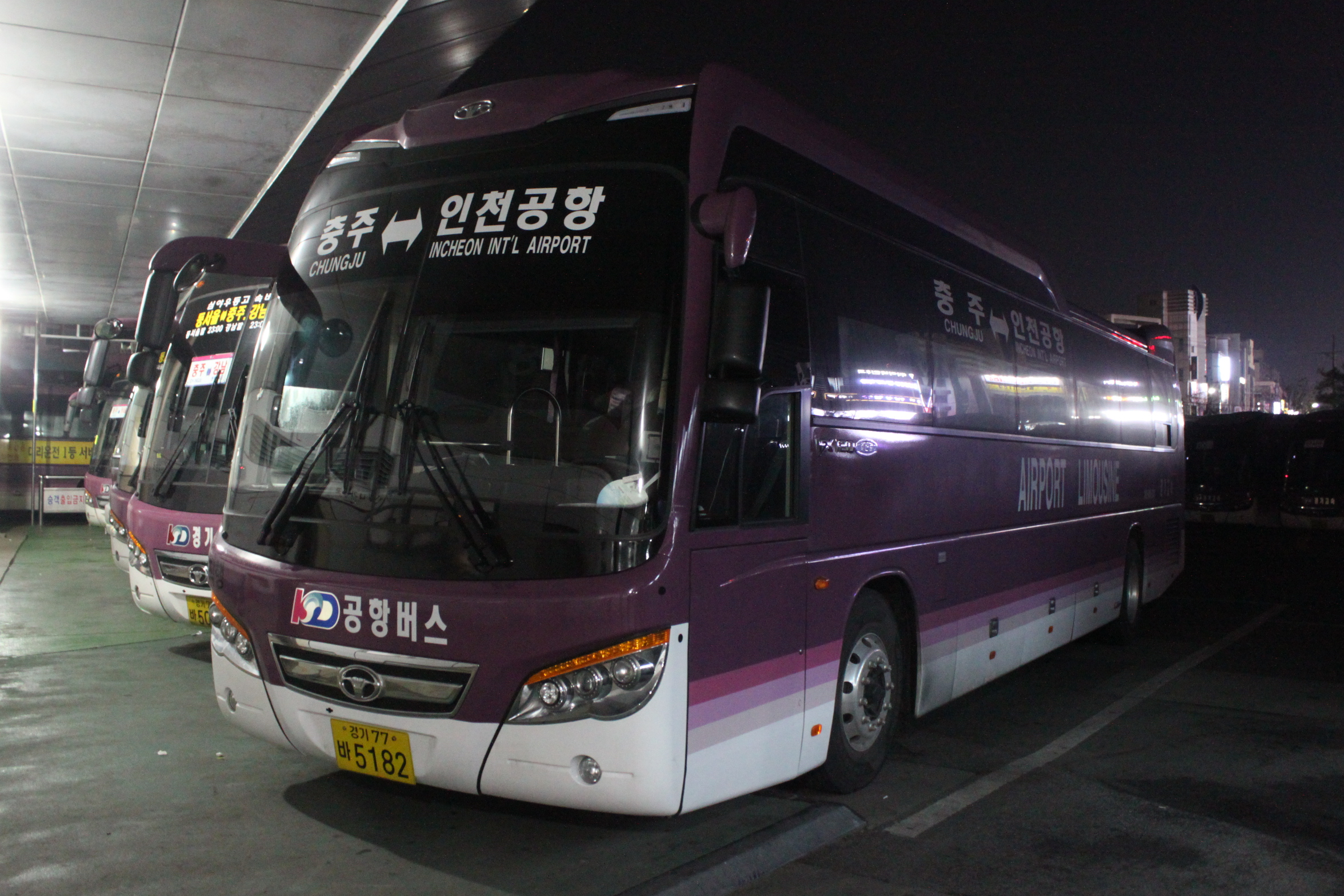
FX120 에이스

12m급 스탠더드 데크 모델이다. FXⅡ에서 다시 FX 로 회귀 했으며 스포일러가 분리형으로 바뀌었으며, 2016년 7월부터 시판되었다.
아래는 FX120 에이스 모델을 현재 운영중인 노선버스 업체의 목록이다.
- 강원여객·강원흥업
- 대원고속
- 경기고속
- 삼흥고속
- 삼영교통
- 대원관광

아래는 FX120 에이스 모델을 과거에 운영했던 노선버스 업체 목록이다.
- 금호고속

#### FX212 슈퍼 크루저

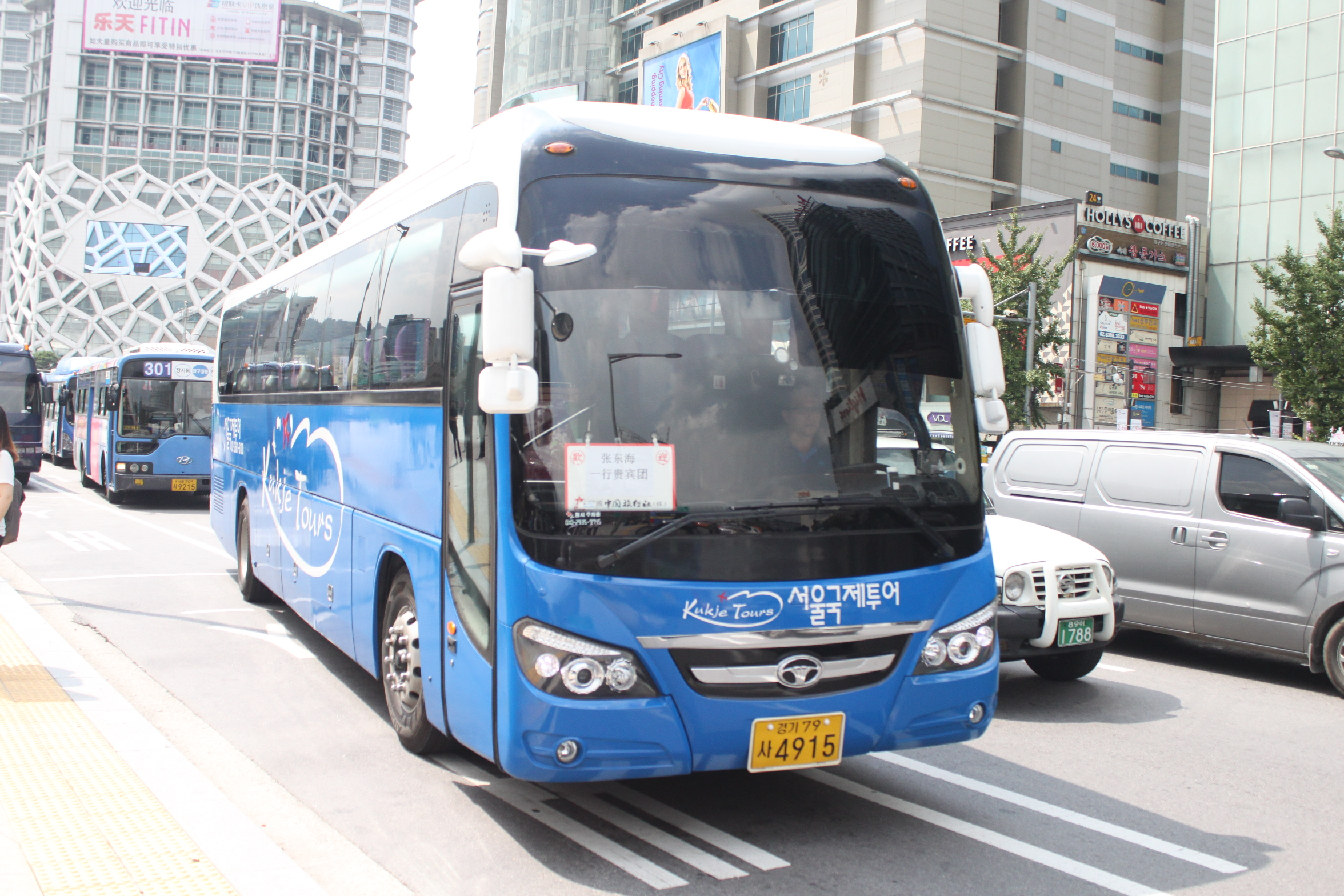
FX212 슈퍼크루저

12m급 하이데크 모델이다. BH120F 로얄크루저의 후속모델이자 BX212 로얄하이데커의 아랫급 모델로 유로4 V6 커먼레일 DV11K (400마력, 430마력) 엔진을 사용한다. 6단 수동 변속기와 독일 ZF사의 12단 자동 변속기를 적용한다.
아래는 과거에 FX212 슈퍼 크루저를 운영했었던 노선버스 업체 목록이다.
- 경기고속
- 대원고속
- 동해상사고속
- 함양지리산고속
- 천일고속[21]
- 금강고속
- 코리아와이드 경북
- 거창고속[22]

#### FX Ⅱ 212 슈퍼 크루저

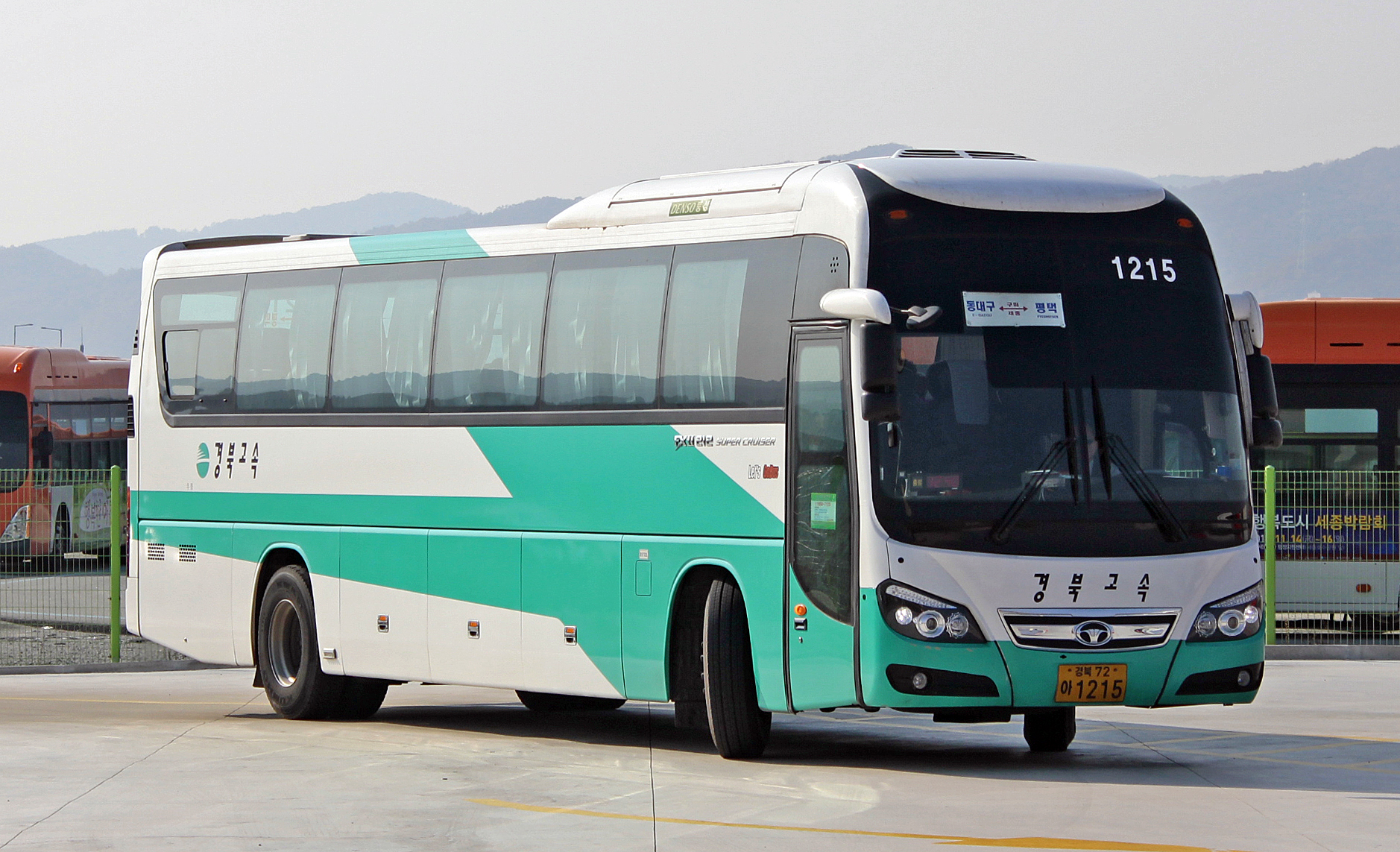
FXⅡ212 슈퍼크루저

기존 FX212 슈퍼크루저의 성능을 보완한 12M 하이데커 기종이며, 외관은 큰 변화가 없다. 냉난방 성능, 아웃사이드 미러, 엔진룸 열해 개선, 간접 조명 위치 변경 등을 통해 기존 FX212 슈퍼크루저의 문제를 많이 개선하였으나, 현대 유니버스와 기아 그랜버드의 인기에 밀려 도입률이 적었다. 2013년에 상급 차종인 BX212 로얄하이데커랑 같이 커민스 ISMe 엔진을 적용되었다. 2015년부터 두산인프라코어가 유로 6 기준에 맞는 엔진개발을 중지함에 따라 유로6 규정에 적합한 FPT사의 Cursor 11 엔진이 사용되었으며, 스커트 패널에 마커등이 추가되었다. 같은해 11월에 선보인 2016년식부터 대시보드에 오디오는 USB 단자가 추가되었다.
아래는 FX Ⅱ 212 슈퍼 크루저를 현재 운영중인 노선버스 업체 목록이다.
- 코리아와이드 경북
- 동해상사고속
- 코리아와이드대성
- 코리아와이드진안
- 해운대고속

#### FX212 슈퍼스타

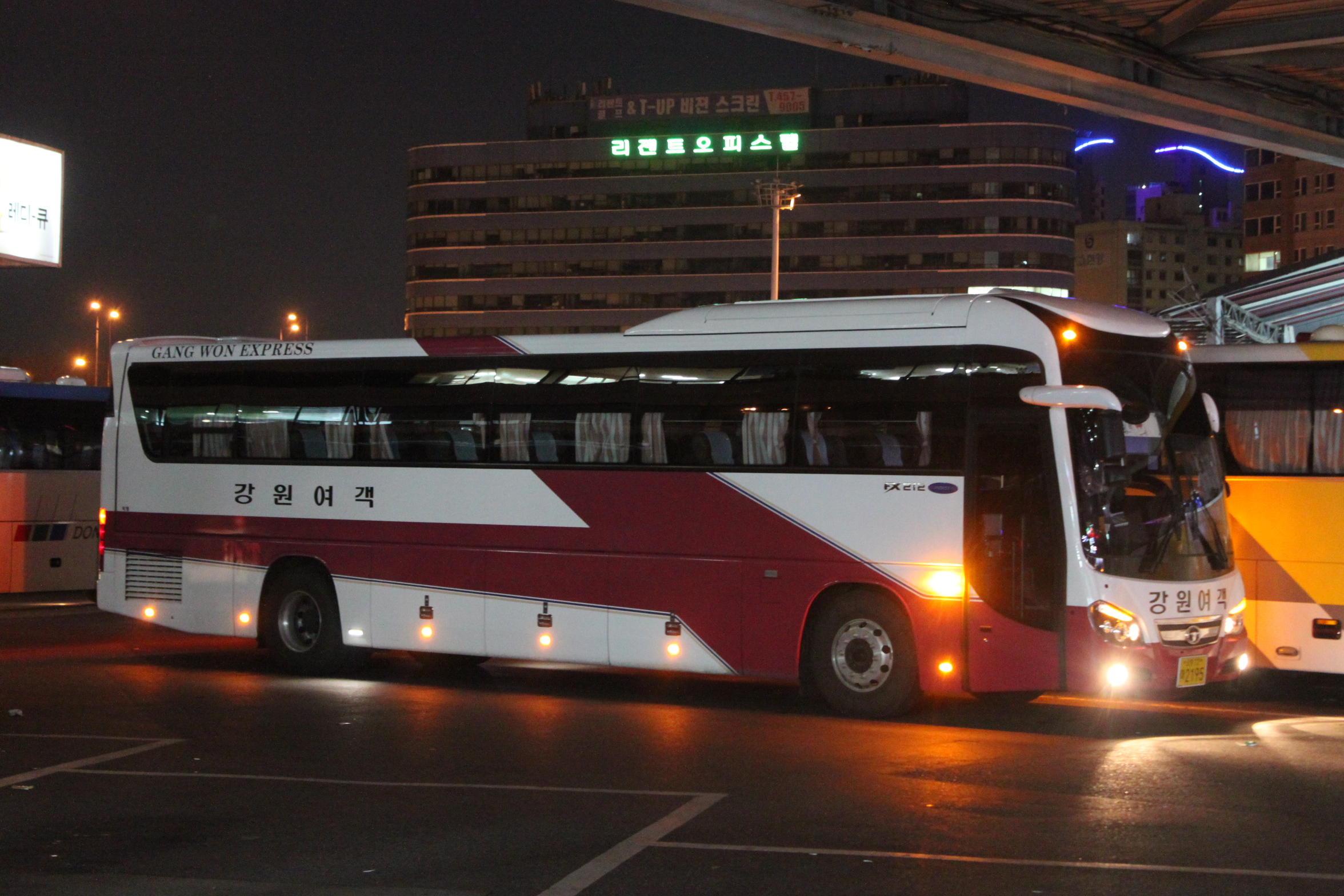
FX212 슈퍼스타

12m급 하이데크 모델이다. FXⅡ에서 다시 FX 로 회귀 했으며 스포일러는 SD급과 달리 큰 변화가  없다. 2016년 7월부터 시판되었다. 현대 유니버스나 기아 뉴그랜버드 인기에 밀려 2019년 이후로는 노선버스 업체에서 이 차량을 도입한 회사가 없고, 수요가 저조하였다. 2020년은 단종되었다.
아래는 FX212 슈퍼스타 모델을 현재 운영중인 노선버스 업체의 목록이다.
- 경북고속
- 강원여객·강원흥업
- 아성고속·천마고속

## 파워트레인 라인업
- 두산인프라코어 DL08K (직렬 6기통 커먼레일 디젤터보, 7.6L) - 340마력 145kg.m (유로4, 유로5) : FX115 / FXⅡ115, FX116 / FXⅡ116 에 탑재되었음
- 두산인프라코어 DV11K (V형 6기통 커먼레일 디젤터보, 10.9L) - 400마력 173kg.m / 420~430마력 187~193kg.m (유로4, 유로5) : FX116 / FXⅡ116 / FX120 / FXⅡ120 / FX212 / FXⅡ212 에 탑재되었음
- 두산인프라코어 GL11K / GL11P (직렬 6기통 천연가스터보, 11.1L) - 340마력 140kg.m (유로4, 유로5, 유로6) : FX116 / FXⅡ116 / FXⅡ120 에 탑재되고 있음
- 커민스 ISMe (직렬 6기통 VGT 디젤 터보, 10.8)  440마력 205kg.m (유로5) : FXⅡ212, BX212S/H에 탑재되었음
- 커민스 ISL (직렬 6기통 VGT 디젤 터보, 8.9L) - 400마력, 173kg.m (유로6) : FXⅡ116 / FX116, FXⅡ120 / FX120 에 탑재
- FPT Iveco Cursor 11 (직렬 6기통 커먼레일 디젤 터보, 11.1L) - 420마력 204kg.m / 480마력 229kg.m (유로6, 2015년형 이후~) : FX120, FXⅡ212 / FX212 BX212S/H 에 적용

2017년 현재 엔진은 유로6 규제를 충족하는 커민스 ISL 엔진과 FPT(Fiat Powertrain Technology)의 커서11 엔진만 적용이 되고(모델별 탑재 엔진은 바로위 참조), 변속기의 경우 ZF 6단 수동변속기가 매칭되고 있다.

## 사진

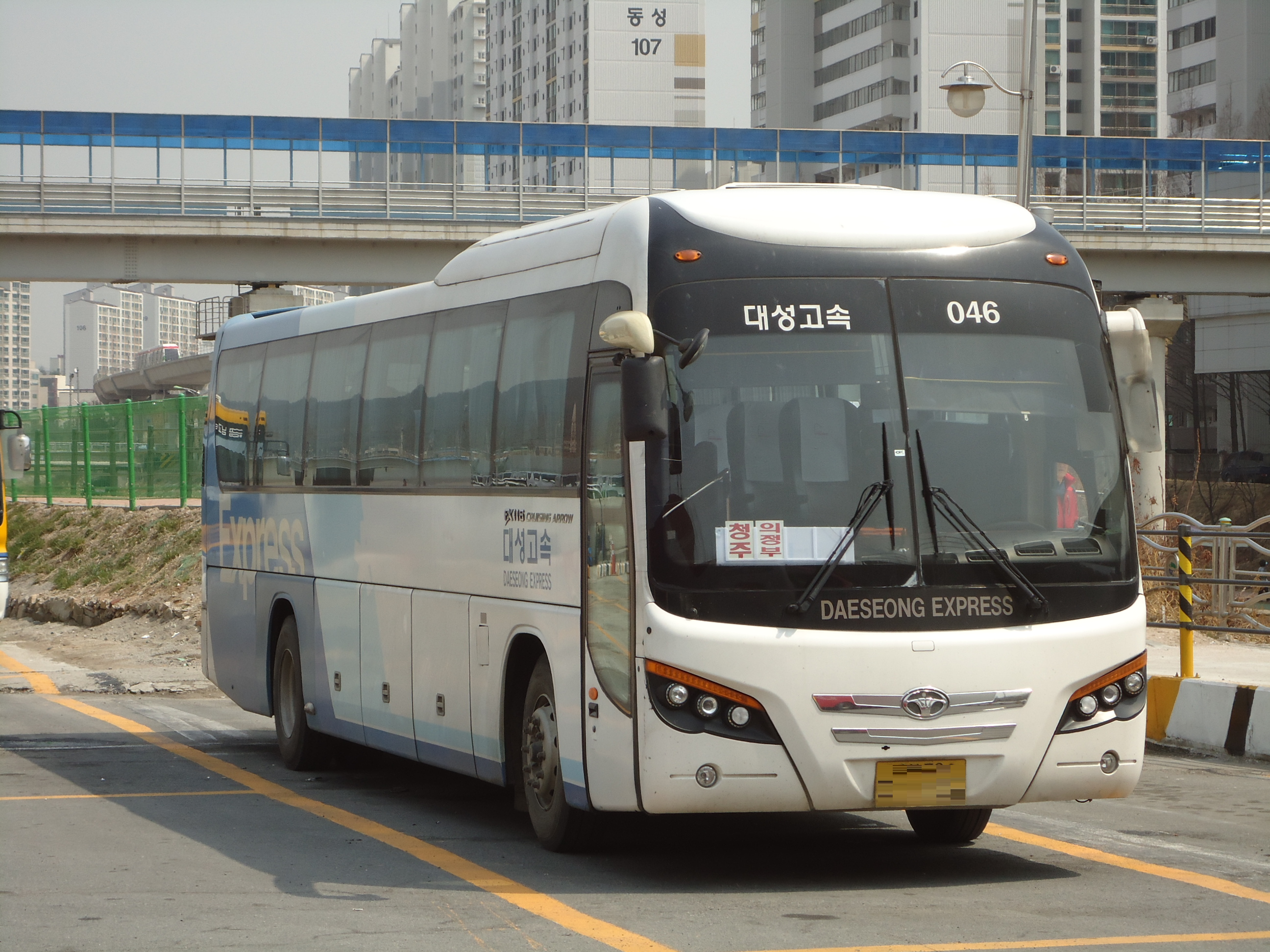
대성고속 FX116 크루징애로우

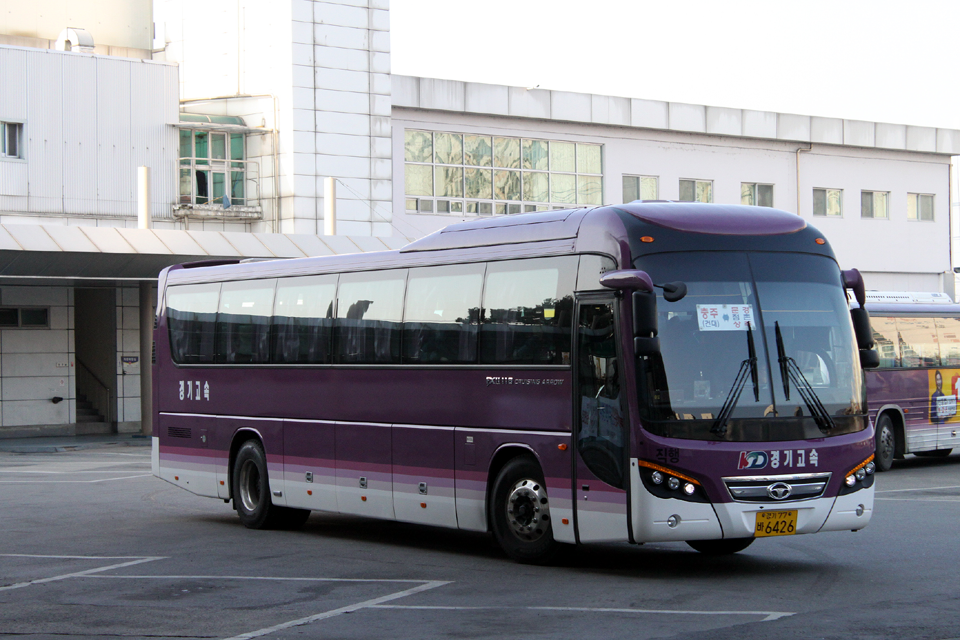
경기고속 FXⅡ116 크루징애로우 시외직행

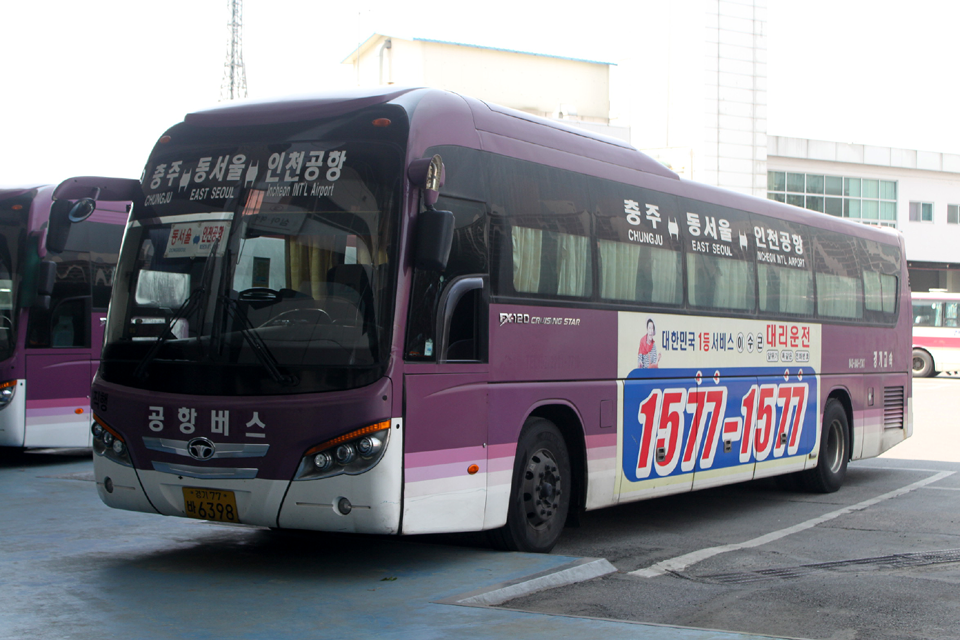
경기고속 FX120 크루징스타

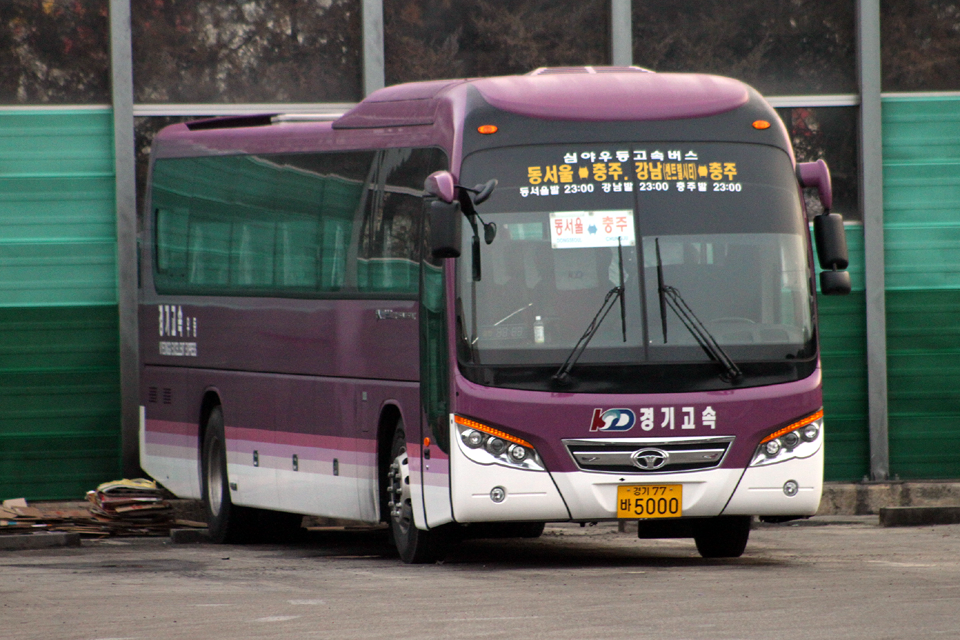
경기고속 심야버스FXⅡ120 크루징스타

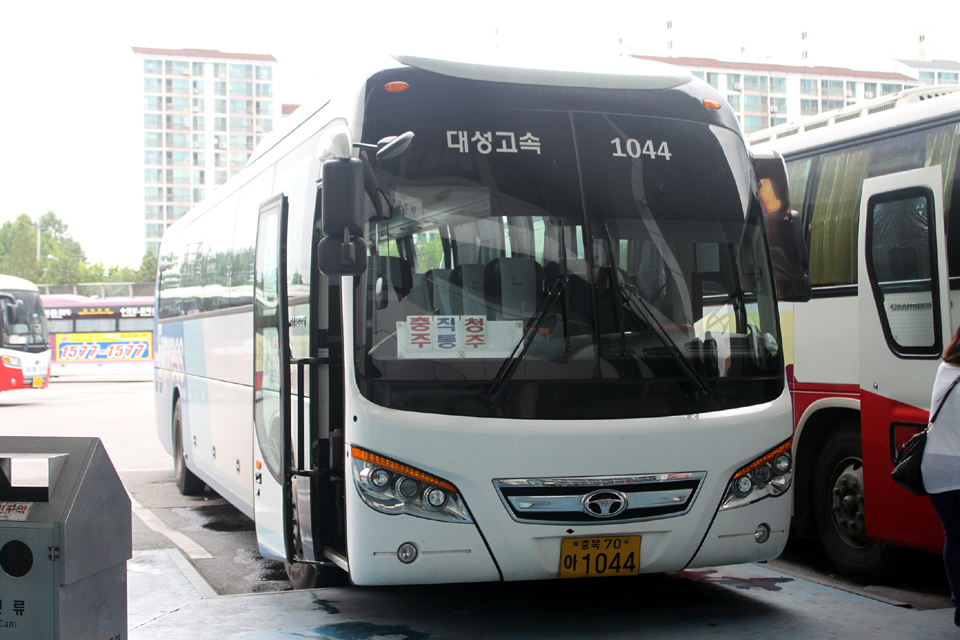
대성고속 FX II 120S

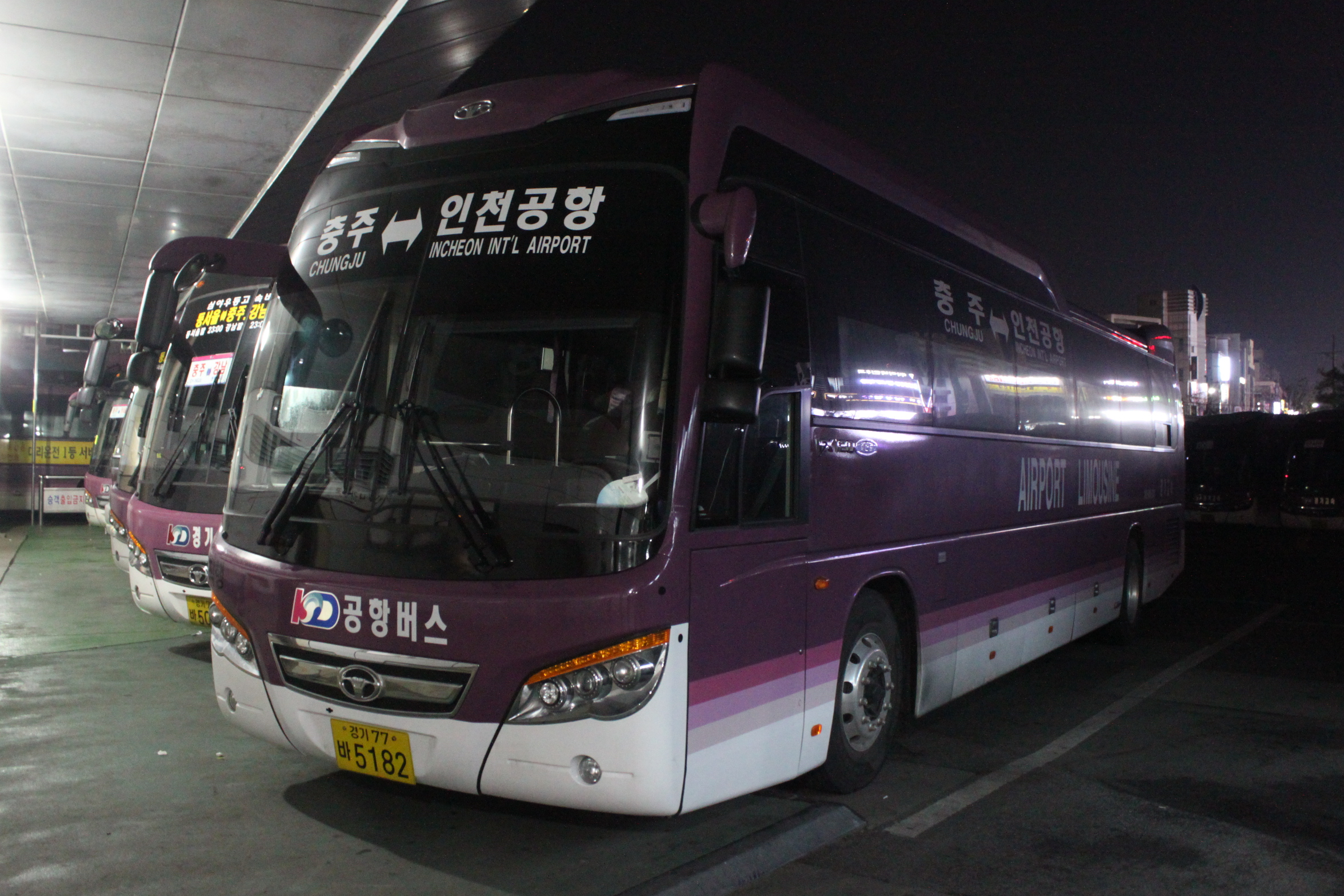
경기고속FX120 에이스

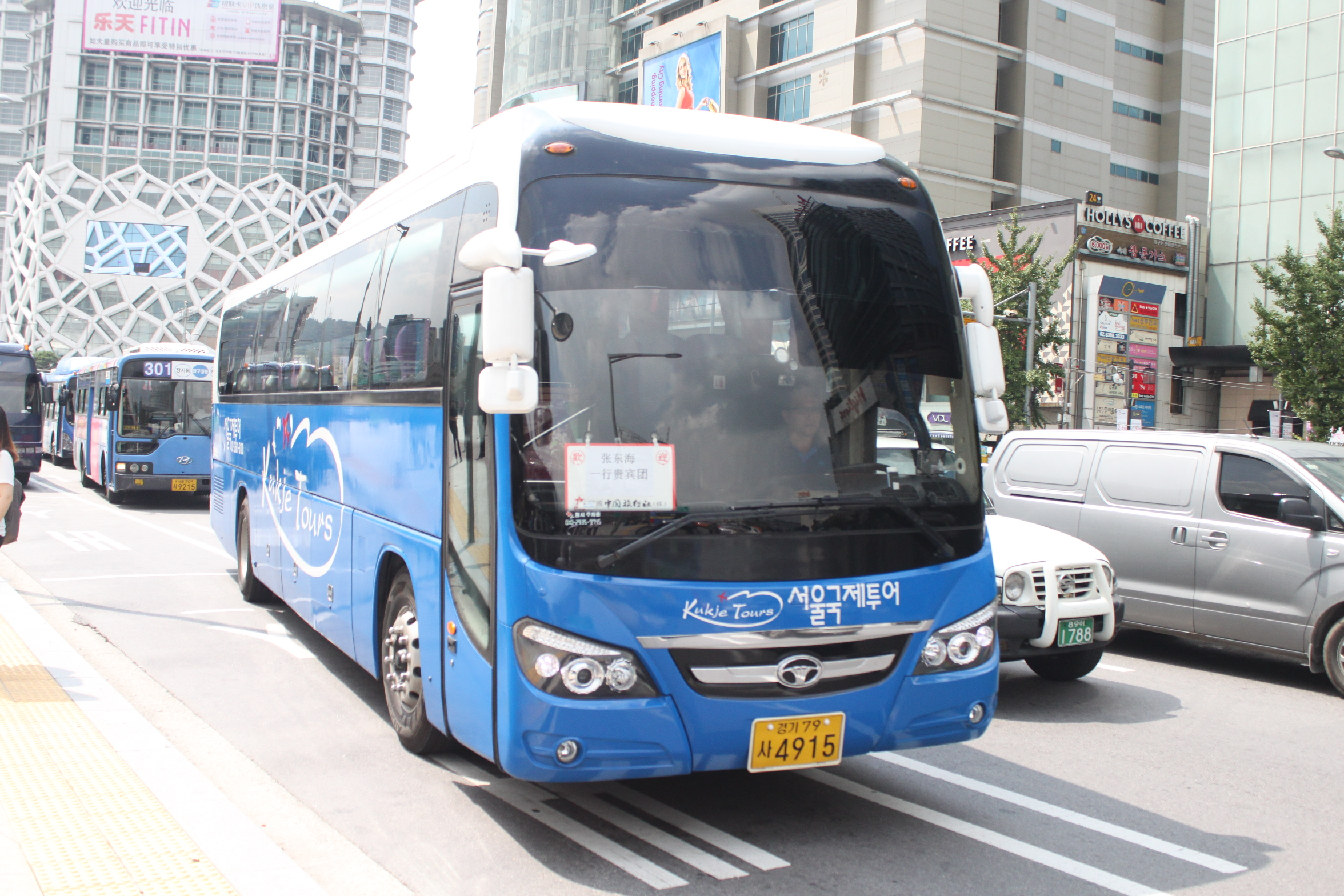
FX212 슈퍼크루저

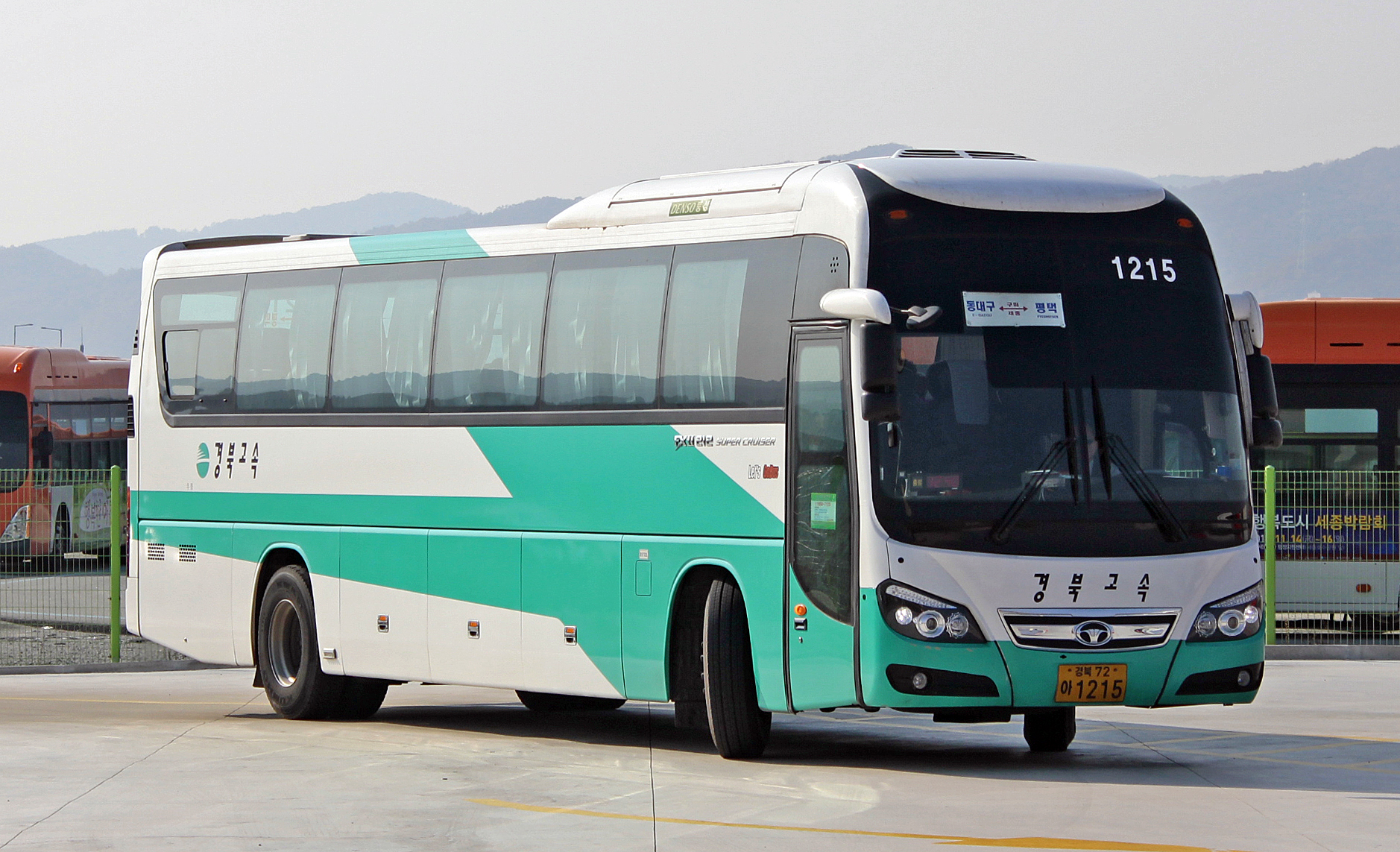
경북고속 FXⅡ212 슈퍼크루저

## 경쟁 차종
- 현대자동차 - 현대 유니버스
- 기아 - 기아 그랜버드

## 상급 차종
- 자일대우버스 - 자일대우 BX

## 같이 보기

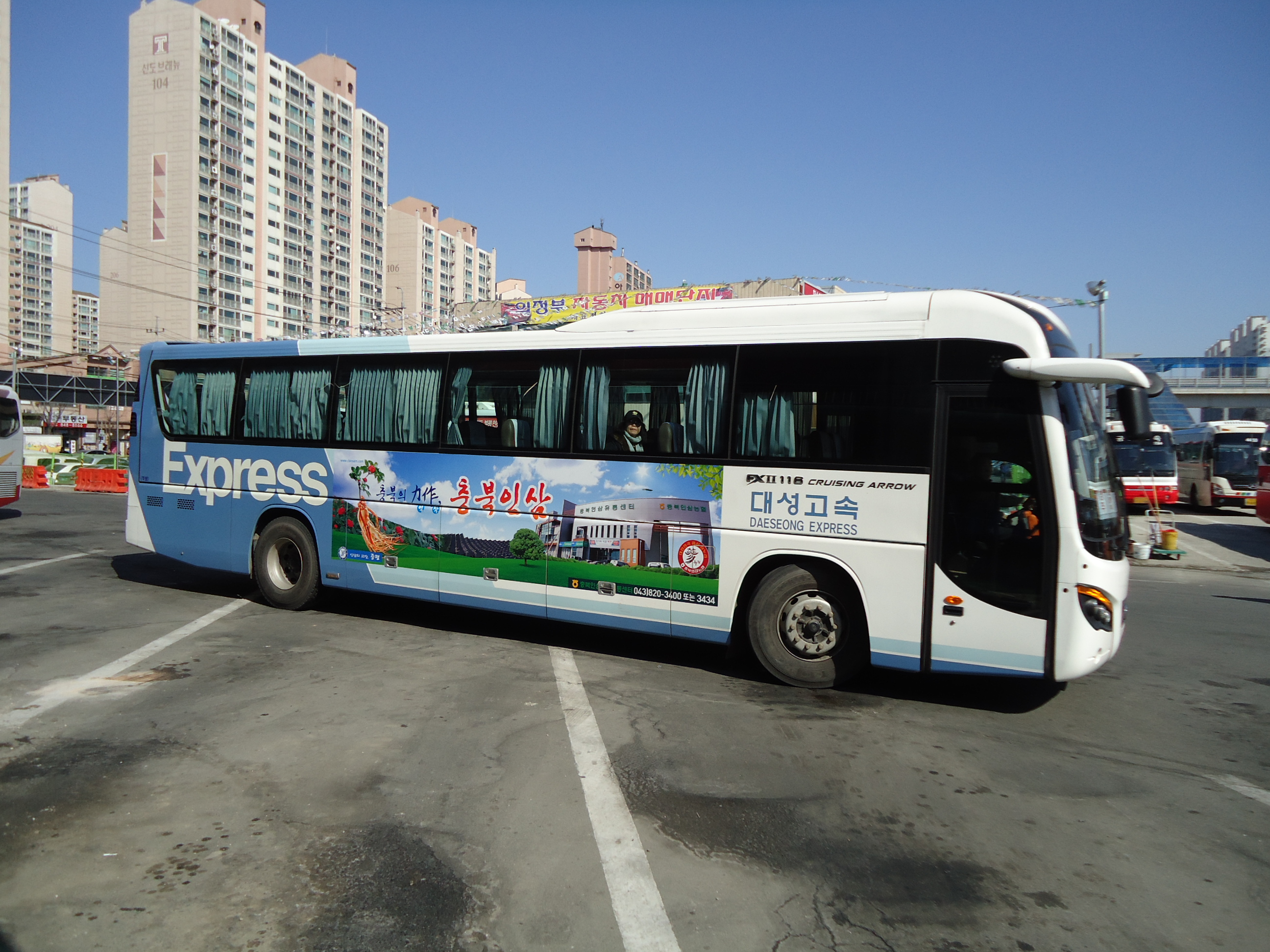
코리아와이드 대성

- 대우 BH
- 코리아와이드 대성 자일대우 BX
- 자일대우 BS